# Dov Zakheim
Dov Shlomo Zakheim (18 de diciembre de 1948) es un profesor, economista, politólogo, religioso, rabino shul, contralor del Pentágono, antiguo miembro del Gobierno de Estados Unidos y figura prominente del lobby judío de ese país. Actúa en instituciones como el AIPAC y otras.

## Biografía

### Primeros años y formación académica
Nació el 18 de diciembre de 1948 en Brooklyn, New York, Zakheim ganó su  grado de bachiller en gobierno desde la Universidad de Columbia en 1970, y su  doctorado en economía y política en el  St. Antony's College, Universidad de Oxford.[cita requerida] Ha sido Profesor adjunto de la Escuela Nacional de Guerra, Universidad Yeshiva (en donde además es Rabino shul), Universidad de Columbia y Trinity College, donde es Becario del Programa Presidencial.

### Funcionario gubernamental
Sirvió en diversos puestos dentro del Departamento de Defensa durante la administración Reagan, incluyendo Subsecretario delegado para planes y recursos desde 1985 a 1987. 

### Controversia del IAI Lavi
Existió una gran controversia en Estados Unidos e Israel sobre el rol de Zakheim en la finalización del programa de cazas israelíes, el IAI Lavi. Este afirmaba que los intereses tanto israelíes como norteamericanos estarían mejor servidos con la compra de cazas F-16, más que desarrollar nuevos aparatos. Posteriormente el Programa Lavi, tecnología F-16 incluida, fue vendido subrepticiamente a China, siendo utilizado en el programa del caza chino Chengdu J-10.

### Elección presidencial de Estados Unidos de 2000
Durante la campaña de Elección presidencial de Estados Unidos de 2000  , Zakheim sirvió como asesor de política exterior de  George W. Bush como parte de un grupo liderado por  Condoleezza Rice que se autodenominaban The Vulcans. Es parte importante del Proyecto para el Nuevo Siglo Estadounidense.

### Área privada
1987-2001, Zakheim fue Presidente del directorio de SPC International, firma subsidiaria de System Planning Corporation,, una firma analítica de alta tecnología que construye sistemas de control remoto para aviones tanto militares como de pasajeros. Su software de terminación de vuelo permite tomar el control de un avión que sobrevuela cualquier parte del mundo y terminar su vuelo por control remoto. Durante este período sirvió como consultor de la  Oficina del Secretario de Defensa, integrando la mayor parte de los paneles del Departamento de Defensa, incluyendo su Fuerza de Tarea para la Reforma en Defensa (1997) y del Primer Directorio de visitantes de Centros regionales de ultramar (1998–2001). En septiembre de 2000 Zakheim se convirtió en miembro del Council on Foreign Relations, del  International Institute for Strategic Studies, y del  Instituto naval de Estados Unidos, miembro del consejo editorial del periódico  The National Interest. Ha sido recipiente tres veces de la más alta condecoración para un civil del Departamento de Defensa, la Medalla distinguida al servicio público,  tanto como otras distinciones por trabajo gubernamental y comunitario.
Fue un Becario adjunto de la Heritage Foundation, socio senior del Centro de Estudios Estratégicos e Internacionales, publicando más  200 artículos y monografías en temas de defensa.

### Contralor del Pentágono
Cuando fue nombrado  Subsecretario de Defensa (contralor) desde 2001 en la administración George W. Bush , sirviendo allí hasta abril de 2004. Durante su mandato como contralor, debió rastrear  2,300,000,000,000,000 dólares perdidos de las arcas del Pentágono en lo que se llamó los trillones perdidos.   El 10 de septiembre de 2001 se efectuó una reunión en la que Donald Rumsfeld bromeó acerca de la cantidad de dólares extraviados, prometiéndose un informe para el día siguiente, 11 de septiembre de 2001 pero tuvo que ser suspendido por los Atentados terroristas del 911.
Se retiró después de no haber podido explicar otro trillón de dólares perdidos.  Un informe de la Oficina de Contabilidad General de Defensa concluyó que los sistemas de inventario descubrieron que el ejército de EE. UU. perdió la pista de 56 aviones, 32 tanques M-1 y  36 comandos de misiles Javelin desde las unidades.

### Comisión de contratación en tiempo de guerra
En 2008 fue nombrado por el presidente Bush como miembro de la Comisión de contratación en tiempo de guerra en Irak y Afganistán.

## Actualidad
Se retiró como Vicepresidente Senior de Booz Allen Hamilton en 2010. Actualmente es Senior Fellow en el CNA Corporation, un asesor del centro de estudios estratégicos e internacionales. También es Co-Vicepresidente de Global Panel América (Fundación Global de Paneles) con Sir Malcolm Rifkind, ex Secretario de Relaciones Exteriores de Reino Unido y Ministro de defensa.
El libro más reciente de Dov Zakheim, A Vulcan’s Tale: How the Bush Administration Mismanaged the Reconstruction of Afghanistan, analiza las oportunidades perdidas de la administración Bush y luchas para administrar dos guerras, particularmente el interminable conflicto en Afganistán.
En octubre de 2011 se mencionó como asesor en el Medio Oriente para el aspirante presidencial republicano  Mitt Romney.

## Premios y distinciones
Recipiente tres veces de la más alta condecoración para un civil del Departamento de Defensa

## Afiliaciones
- Director, Search for Common Ground[14]
- Miembro del Directorio nacional, World Affairs Councils of America[14]
- Grupo de liderazgo, U.S.-Muslim Engagement Project[15][14]
- Director, Defense Business Board[16][14]